# Zygmunt Hertz
Zygmunt Andrzej Hertz (ur. 18 stycznia 1908 w Warszawie, zm. 5 października 1979 w Maisons-Laffitte) – polski wojskowy, współzałożyciel i pracownik Instytutu Literackiego, paryskiej „Kultury”.

## Życiorys
Urodził się 18 stycznia 1908 w Warszawie, w rodzinie Mieczysława i Marii Maybaum. Dzieciństwo spędził w Łodzi i w Warszawie. Od 1920 mieszkał na stałe w Łodzi. Po maturze (1926, Szkoła Zgromadzenia Kupców w Łodzi) przez rok studiował ekonomię w Owens College w Manchesterze, w Wielkiej Brytanii.
W latach 1929–1930, po powrocie do Polski, odbył jednoroczną służbę wojskową w Szkole Podchorążych Rezerwy Artylerii we Włodzimierzu Wołyńskim i Centrum Wyszkolenia Artylerii Przeciwlotniczej w Warszawie. Na stopień podporucznika został mianowany ze starszeństwem z 1 stycznia 1933 i 441. lokatą w korpusie oficerów rezerwy artylerii. W 1934 posiadał przydział w rezerwie do 4 Pułku Artylerii Ciężkiej w Łodzi.
Pracował w biurze handlowym swego ojca – przedstawicielstwo firmy Solvay SA. W lutym 1939 poślubił Zofię Neuding. Podczas kampanii wrześniowej 1939 w artylerii przeciwlotniczej. W czerwcu 1940 aresztowany – wraz z żoną – we Lwowie, podczas masowej akcji NKWD. Deportowani do Cyngłoku (Maryjska ASRR), gdzie spędzili 14 miesięcy, pracując przy wyrębie lasu. Amnestionowani na mocy układu Sikorski-Majski.
Pod koniec września 1941 oboje wstąpili do Polskich Sił Zbrojnych w ZSRR. Przydzielony do 6 Lwowskiej Dywizji Piechoty. Następnie służył w 7 dywizjonie artylerii przeciwlotniczej, który w listopadzie 1942 został przeformowany w 8 Pułk Artylerii Przeciwlotniczej Ciężkiej. W jego szeregach walczył w kampanii włoskiej.
Współzałożyciel – wraz z Jerzym Giedroyciem, żoną Zofią Hertz i Józefem Czapskim – Instytutu Literackiego (powołany w 1946 w Rzymie, w 1947 przeniesiony do Maisons-Laffitte pod Paryżem). Zajmował się stroną administracyjną. Był rzecznikiem i opiekunem wielu pisarzy, malarzy, działaczy politycznych – zarówno tych przyjeżdżających z Polski tylko z wizytami i tych którzy wybierali los emigrantów. Instytut Literacki stał się ośrodkiem skupiającym i współpracującym z wybitnymi polskimi publicystami i pisarzami emigracyjnymi, autorami objętymi cenzurą w komunistycznej Polsce i Europie Środkowo-Wschodniej. Jego działalność wydawnicza obejmowała: miesięcznik „Kultura” (1947–2000), serię „Biblioteka Kultury”, w skład której wchodziły: „Zeszyty Historyczne” (1962–1972 półrocznik, następnie kwartalnik – dotyczący najnowszej historii Polski i krajów środkowo-europejskich) – założycielem i redaktorem obu periodyków był Jerzy Giedroyc – oraz setki tytułów książek (dzieła literackie i książki o charakterze politycznym i pamiętnikarskim). Nigdy nie wystąpił o obywatelstwo francuskie, miał status polskiego uchodźcy politycznego (od grudnia 1948). Zmarł 5 października 1979 w Maisons-Laffitte. Pochowany jest na pobliskim cmentarzu, w Mesnil-le-Roi, gdzie spoczywają również inni twórcy paryskiej „Kultury”. Dla uczczenia jego pamięci Instytut Literacki ustanowił Nagrodę Literacką im. Zygmunta Hertza (przyznawana za lata 1979–1999).
27 sierpnia 2008 Rada Miejska w Łodzi podjęła uchwałę nadającą nazwę Skwer Zofii i Zygmunta Hertzów dotychczas bezimiennemu skwerowi, położonemu przy ul. Matejki, pośród gmachów Uniwersytetu Łódzkiego (pomiędzy Biblioteką Uniwersytecką  a Wydziałem Zarządzania).

## Twórczość
- Zygmunt Hertz, Listy do Czesława Miłosza 1952–1979 (wybór i opracowanie Renata Gorczyńska, Instytut Literacki, Paryż 1992, ISBN 2-7168-0142-8)
- W posłowiu wspomnienie pośmiertne o Zygmuncie Hertzu, Był raz..., pióra Czesława Miłosza.